# Topcompétition 2015
La Topcompétition 2015 est le calendrier de courses cyclistes sur route masculines belges de la Topcompétition établi par la Royale ligue vélocipédique belge. Il donne lieu à un classement des coureurs belges de moins de 27 ans et des équipes belges y participant. 
Dix-neuf équipes participent à cette Topcompétition 2015, neuf équipes continentales : Colba-Superano Ham, Color Code-Aquality Protect, Wallonie-Bruxelles, T.Palm-Pôle Continental Wallon, Verandas Willems, Veranclassic-Ekoï, 3M, Cibel et Vastgoedservice-Golden Palace ; ainsi que dix équipes de clubs : Ottignies-Perwez, Prorace, EFC-Etixx, Lotto-Soudal U23, BCV Works-Soenens, Van Der Vurst-Hiko, VL Technics-Experza-Abutriek, Baguet-MIBA Poorten-Indulek, Asfra Racing Oudenaarde et Profel United.

## Courses
| \| Course des · chats Flèche · ardennaise GP Criquielion Mémorial Ph. Van Coningsloo Circuit Het Nieuwsblad espoirs Clm de Borlo À travers les Ardennes flamandes Flèche du port · d'Anvers \| Localisation des arrivées des différentes manches de la Topcompétition 2015. |
| Course des · chats Flèche · ardennaise GP Criquielion Mémorial Ph. Van Coningsloo Circuit Het Nieuwsblad espoirs Clm de Borlo À travers les Ardennes flamandes Flèche du port · d'Anvers                                                                                    |

La Topcompétition 2015 est divisée en huit manches.
1. la Course des chats à Ypres le dimanche 15 mars ;
2. la Flèche ardennaise à Herve le dimanche 10 juin :
3. le Grand Prix Criquielion de Boussu à Deux-Acren le dimanche 17 mai ;
4. le Mémorial Philippe Van Coningsloo de Wavre à Bonheiden le dimanche 7 juin ;
5. le Circuit Het Nieuwsblad espoirs à Grotenberge (Zottegem) le samedi 4 juillet ;
6. le contre-la-montre par équipes à Borlo (Gingelom) le dimanche 12 juillet ;
7. À travers les Ardennes flamandes à Erpe-Mere le dimanche 19 juillet ;
8. la Flèche du port d'Anvers à Merksem (Anvers) le dimanche 9 août ;

Le Circuit de Wallonie, déclassé, est remplacé par À travers les Ardennes flamandes. Le Grand Prix des commerçants de Templeuve n'est pas reconduit.

## Équipes participantes
Dix-neuf équipes participent à cette Topcompétition 2015, neuf équipes continentales : Colba-Superano Ham, Color Code-Aquality Protect, Wallonie-Bruxelles, T.Palm-Pôle Continental Wallon, Verandas Willems, Veranclassic-Ekoï, 3M, Cibel et Vastgoedservice-Golden Palace ; ainsi que dix équipes de clubs : Ottignies-Perwez, Prorace, EFC-Etixx, Lotto-Soudal U23, BCV Works-Soenens, Van Der Vurst-Hiko, VL Technics-Experza-Abutriek, Baguet-MIBA Poorten-Indulek, Asfra Racing Oudenaarde et Profel United.
Par rapport à la Topcompétition 2014, on notera la disparition de l'équipe continentale Josan-To Win, l'arrivée de Colba-Superano Ham qui redevient une équipe continentale après avoir perdu ce statut en 2014, l'arrivée de Profel United parmi les équipes de clubs, et le départ de Bianchi-Lotto-Nieuwe Hoop Tielen.

## Résultats

### Course des chats
| Top dix de la Topcompétition à l'issue de la 1re manche | Top dix de la Topcompétition à l'issue de la 1re manche | Top dix de la Topcompétition à l'issue de la 1re manche | Top dix de la Topcompétition à l'issue de la 1re manche | Top dix de la Topcompétition à l'issue de la 1re manche |
| ------------------------------------------------------- | ------------------------------------------------------- | ------------------------------------------------------- | ------------------------------------------------------- | ------------------------------------------------------- |
|                                                         | Coureur                                                 | Pays                                                    | Équipe                                                  | Point(s)                                                |
| 1er                                                     | Christophe Noppe                                        | Belgique                                                | EFC-Etixx                                               | 30 points                                               |
| 2e                                                      | Nicolas Vereecken                                       | Belgique                                                | 3M                                                      | 28 pts                                                  |
| 3e                                                      | Maxime Farazijn                                         | Belgique                                                | EFC-Etixx                                               | 26 pts                                                  |
| 4e                                                      | Piet Allegaert                                          | Belgique                                                | EFC-Etixx                                               | 24 pts                                                  |
| 5e                                                      | Maarten Craeghs                                         | Belgique                                                | Lotto-Soudal U23                                        | 22 pts                                                  |
| 6e                                                      | Tim Vanspeybroeck                                       | Belgique                                                | 3M                                                      | 20 pts                                                  |
| 7e                                                      | Gilles Loncin                                           | Belgique                                                | EFC-Etixx                                               | 19 pts                                                  |
| 8e                                                      | Benjamin Declercq                                       | Belgique                                                | EFC-Etixx                                               | 18 pts                                                  |
| 9e                                                      | Robin Mertens                                           | Belgique                                                | Prorace                                                 | 17 pts                                                  |
| 10e                                                     | Matthias Allegaert                                      | Belgique                                                | BCV Works-Soenens                                       | 16 pts                                                  |
| modifier                                                |                                                         |                                                         |                                                         |                                                         |

| \| \| Top dix de la Topcompétition à l'issue de la 1re manche \| | \| \| Top dix de la Topcompétition à l'issue de la 1re manche \| | \| \| Top dix de la Topcompétition à l'issue de la 1re manche \| | \| \| Top dix de la Topcompétition à l'issue de la 1re manche \| |
| ---------------------------------------------------------------- | ---------------------------------------------------------------- | ---------------------------------------------------------------- | ---------------------------------------------------------------- |
|                                                                  | Équipe                                                           | Pays                                                             | Point(s)                                                         |
| 1                                                                | EFC-Etixx                                                        | Belgique                                                         | 30                                                               |
| 2                                                                | 3M                                                               | Belgique                                                         | 28                                                               |
| 3                                                                | Lotto-Soudal U23                                                 | Belgique                                                         | 26                                                               |
| 4                                                                | BCV Works-Soenens                                                | Belgique                                                         | 24                                                               |
| 5                                                                | Color Code-Aquality Protect                                      | Belgique                                                         | 22                                                               |
| 6                                                                | VL Technics-Experza-Abutriek                                     | Belgique                                                         | 20                                                               |
| 7                                                                | Prorace                                                          | Belgique                                                         | 19                                                               |
| 8                                                                | T.Palm-Pôle Continental Wallon                                   | Belgique                                                         | 18                                                               |
| 9                                                                | Ottignies-Perwez                                                 | Belgique                                                         | 17                                                               |
| 10                                                               | Veranclassic-Ekoï                                                | Belgique                                                         | 16                                                               |
|                                                                  | Top dix de la Topcompétition à l'issue de la 1re manche          |                                                                  |                                                                  |

|  | Top dix de la Topcompétition à l'issue de la 1re manche |

### Flèche ardennaise
| Top dix de la Topcompétition à l'issue de la 2e manche | Top dix de la Topcompétition à l'issue de la 2e manche | Top dix de la Topcompétition à l'issue de la 2e manche | Top dix de la Topcompétition à l'issue de la 2e manche | Top dix de la Topcompétition à l'issue de la 2e manche |
| ------------------------------------------------------ | ------------------------------------------------------ | ------------------------------------------------------ | ------------------------------------------------------ | ------------------------------------------------------ |
|                                                        | Coureur                                                | Pays                                                   | Équipe                                                 | Point(s)                                               |
| 1er                                                    | Robby Cobbaert                                         | Belgique                                               | BCV Works-Soenens                                      | 41 points                                              |
| 2e                                                     | Benjamin Declercq                                      | Belgique                                               | EFC-Etixx                                              | 36 pts                                                 |
| 3e                                                     | Dries Van Gestel                                       | Belgique                                               | Lotto-Soudal U23                                       | 30 pts                                                 |
| 4e                                                     | Christophe Noppe                                       | Belgique                                               | EFC-Etixx                                              | 30 pts                                                 |
| 5e                                                     | Laurens De Plus                                        | Belgique                                               | Lotto-Soudal U23                                       | 28 pts                                                 |
| 6e                                                     | Nicolas Vereecken                                      | Belgique                                               | 3M                                                     | 28 pts                                                 |
| 7e                                                     | Maxime Farazijn                                        | Belgique                                               | EFC-Etixx                                              | 26 pts                                                 |
| 8e                                                     | Piet Allegaert                                         | Belgique                                               | EFC-Etixx                                              | 24 pts                                                 |
| 9e                                                     | Martijn Degreve                                        | Belgique                                               | 3M                                                     | 24 pts                                                 |
| 10e                                                    | Maarten Craeghs                                        | Belgique                                               | Lotto-Soudal U23                                       | 22 pts                                                 |
| modifier                                               |                                                        |                                                        |                                                        |                                                        |

| \| \| Top dix de la Topcompétition à l'issue de la 2e manche \| | \| \| Top dix de la Topcompétition à l'issue de la 2e manche \| | \| \| Top dix de la Topcompétition à l'issue de la 2e manche \| | \| \| Top dix de la Topcompétition à l'issue de la 2e manche \| |
| --------------------------------------------------------------- | --------------------------------------------------------------- | --------------------------------------------------------------- | --------------------------------------------------------------- |
|                                                                 | Équipe                                                          | Pays                                                            | Point(s)                                                        |
| 1                                                               | Lotto-Soudal U23                                                | Belgique                                                        | 56                                                              |
| 2                                                               | 3M                                                              | Belgique                                                        | 54                                                              |
| 3                                                               | EFC-Etixx                                                       | Belgique                                                        | 48                                                              |
| 4                                                               | Prorace                                                         | Belgique                                                        | 43                                                              |
| 5                                                               | BCV Works-Soenens                                               | Belgique                                                        | 41                                                              |
| 6                                                               | Ottignies-Perwez                                                | Belgique                                                        | 39                                                              |
| 7                                                               | VL Technics-Experza-Abutriek                                    | Belgique                                                        | 39                                                              |
| 8                                                               | Color Code-Aquality Protect                                     | Belgique                                                        | 38                                                              |
| 9                                                               | Profel United                                                   | Belgique                                                        | 29                                                              |
| 10                                                              | Cibel                                                           | Belgique                                                        | 28                                                              |
|                                                                 | Top dix de la Topcompétition à l'issue de la 2e manche          |                                                                 |                                                                 |

|  | Top dix de la Topcompétition à l'issue de la 2e manche |

### Grand Prix Criquielion
| Top dix de la Topcompétition à l'issue de la 3e manche | Top dix de la Topcompétition à l'issue de la 3e manche | Top dix de la Topcompétition à l'issue de la 3e manche | Top dix de la Topcompétition à l'issue de la 3e manche | Top dix de la Topcompétition à l'issue de la 3e manche |
| ------------------------------------------------------ | ------------------------------------------------------ | ------------------------------------------------------ | ------------------------------------------------------ | ------------------------------------------------------ |
|                                                        | Coureur                                                | Pays                                                   | Équipe                                                 | Point(s)                                               |
| 1er                                                    | Dries Van Gestel                                       | Belgique                                               | Lotto-Soudal U23                                       | 43 points                                              |
| 2e                                                     | Robby Cobbaert                                         | Belgique                                               | BCV Works-Soenens                                      | 41 pts                                                 |
| 3e                                                     | Kenneth Van Rooy                                       | Belgique                                               | Lotto-Soudal U23                                       | 39 pts                                                 |
| 4e                                                     | Benjamin Declercq                                      | Belgique                                               | EFC-Etixx                                              | 36 pts                                                 |
| 5e                                                     | Maxime Farazijn                                        | Belgique                                               | EFC-Etixx                                              | 32 pts                                                 |
| 6e                                                     | Cédric Defreyne                                        | Belgique                                               | BCV Works-Soenens                                      | 31 pts                                                 |
| 7e                                                     | Robin Mertens                                          | Belgique                                               | Prorace                                                | 31 pts                                                 |
| 8e                                                     | Daan Myngheer                                          | Belgique                                               | Verandas Willems                                       | 30 pts                                                 |
| 9e                                                     | Christophe Noppe                                       | Belgique                                               | EFC-Etixx                                              | 30 pts                                                 |
| 10e                                                    | Laurens De Plus                                        | Belgique                                               | Lotto-Soudal U23                                       | 28 pts                                                 |
| modifier                                               |                                                        |                                                        |                                                        |                                                        |

| \| \| Top dix de la Topcompétition à l'issue de la 3e manche \| | \| \| Top dix de la Topcompétition à l'issue de la 3e manche \| | \| \| Top dix de la Topcompétition à l'issue de la 3e manche \| | \| \| Top dix de la Topcompétition à l'issue de la 3e manche \| |
| --------------------------------------------------------------- | --------------------------------------------------------------- | --------------------------------------------------------------- | --------------------------------------------------------------- |
|                                                                 | Équipe                                                          | Pays                                                            | Point(s)                                                        |
| 1                                                               | Lotto-Soudal U23                                                | Belgique                                                        | 82                                                              |
| 2                                                               | EFC-Etixx                                                       | Belgique                                                        | 70                                                              |
| 3                                                               | VL Technics-Experza-Abutriek                                    | Belgique                                                        | 67                                                              |
| 4                                                               | Prorace                                                         | Belgique                                                        | 62                                                              |
| 5                                                               | BCV Works-Soenens                                               | Belgique                                                        | 61                                                              |
| 6                                                               | 3M                                                              | Belgique                                                        | 54                                                              |
| 7                                                               | Ottignies-Perwez                                                | Belgique                                                        | 54                                                              |
| 8                                                               | Cibel                                                           | Belgique                                                        | 52                                                              |
| 9                                                               | Color Code-Aquality Protect                                     | Belgique                                                        | 50                                                              |
| 10                                                              | Profel United                                                   | Belgique                                                        | 46                                                              |
|                                                                 | Top dix de la Topcompétition à l'issue de la 3e manche          |                                                                 |                                                                 |

|  | Top dix de la Topcompétition à l'issue de la 3e manche |

### Mémorial Philippe Van Coningsloo
| Top dix de la Topcompétition à l'issue de la 4e manche | Top dix de la Topcompétition à l'issue de la 4e manche | Top dix de la Topcompétition à l'issue de la 4e manche | Top dix de la Topcompétition à l'issue de la 4e manche | Top dix de la Topcompétition à l'issue de la 4e manche |
| ------------------------------------------------------ | ------------------------------------------------------ | ------------------------------------------------------ | ------------------------------------------------------ | ------------------------------------------------------ |
|                                                        | Coureur                                                | Pays                                                   | Équipe                                                 | Point(s)                                               |
| 1er                                                    | Dries Van Gestel                                       | Belgique                                               | Lotto-Soudal U23                                       | 69 points                                              |
| 2e                                                     | Nicolas Vereecken                                      | Belgique                                               | 3M                                                     | 58 pts                                                 |
| 3e                                                     | Christophe Noppe                                       | Belgique                                               | EFC-Etixx                                              | 47 pts                                                 |
| 4e                                                     | Robin Mertens                                          | Belgique                                               | Prorace                                                | 46 pts                                                 |
| 5e                                                     | Joeri Stallaert                                        | Belgique                                               | Cibel                                                  | 42 pts                                                 |
| 6e                                                     | Robby Cobbaert                                         | Belgique                                               | BCV Works-Soenens                                      | 42 pts                                                 |
| 7e                                                     | Dimitri Peyskens                                       | Belgique                                               | 3M                                                     | 40 pts                                                 |
| 8e                                                     | Kenneth Van Rooy                                       | Belgique                                               | Lotto-Soudal U23                                       | 39 pts                                                 |
| 9e                                                     | Jori Van Steenberghen                                  | Belgique                                               | Cibel                                                  | 38 pts                                                 |
| 10e                                                    | Dries De Bondt                                         | Belgique                                               | Verandas Willems                                       | 36 pts                                                 |
| modifier                                               |                                                        |                                                        |                                                        |                                                        |

| \| \| Top dix de la Topcompétition à l'issue de la 4e manche \| | \| \| Top dix de la Topcompétition à l'issue de la 4e manche \| | \| \| Top dix de la Topcompétition à l'issue de la 4e manche \| | \| \| Top dix de la Topcompétition à l'issue de la 4e manche \| |
| --------------------------------------------------------------- | --------------------------------------------------------------- | --------------------------------------------------------------- | --------------------------------------------------------------- |
|                                                                 | Équipe                                                          | Pays                                                            | Point(s)                                                        |
| 1                                                               | Lotto-Soudal U23                                                | Belgique                                                        | 112                                                             |
| 2                                                               | EFC-Etixx                                                       | Belgique                                                        | 89                                                              |
| 3                                                               | 3M                                                              | Belgique                                                        | 82                                                              |
| 4                                                               | VL Technics-Experza-Abutriek                                    | Belgique                                                        | 81                                                              |
| 5                                                               | BCV Works-Soenens                                               | Belgique                                                        | 79                                                              |
| 6                                                               | Prorace                                                         | Belgique                                                        | 79                                                              |
| 7                                                               | Cibel                                                           | Belgique                                                        | 74                                                              |
| 8                                                               | Profel United                                                   | Belgique                                                        | 72                                                              |
| 9                                                               | Ottignies-Perwez                                                | Belgique                                                        | 70                                                              |
| 10                                                              | Color Code-Aquality Protect                                     | Belgique                                                        | 63                                                              |
|                                                                 | Top dix de la Topcompétition à l'issue de la 4e manche          |                                                                 |                                                                 |

|  | Top dix de la Topcompétition à l'issue de la 4e manche |

### Circuit Het Nieuwsblad espoirs
| Top dix de la Topcompétition à l'issue de la 5e manche | Top dix de la Topcompétition à l'issue de la 5e manche | Top dix de la Topcompétition à l'issue de la 5e manche | Top dix de la Topcompétition à l'issue de la 5e manche | Top dix de la Topcompétition à l'issue de la 5e manche |
| ------------------------------------------------------ | ------------------------------------------------------ | ------------------------------------------------------ | ------------------------------------------------------ | ------------------------------------------------------ |
|                                                        | Coureur                                                | Pays                                                   | Équipe                                                 | Point(s)                                               |
| 1er                                                    | Dries Van Gestel                                       | Belgique                                               | Lotto-Soudal U23                                       | 87 points                                              |
| 2e                                                     | Nicolas Vereecken                                      | Belgique                                               | 3M                                                     | 73 pts                                                 |
| 3e                                                     | Kenneth Van Rooy                                       | Belgique                                               | Lotto-Soudal U23                                       | 59 pts                                                 |
| 4e                                                     | Maxime Farazijn                                        | Belgique                                               | EFC-Etixx                                              | 58 pts                                                 |
| 5e                                                     | Dimitri Peyskens                                       | Belgique                                               | 3M                                                     | 57 pts                                                 |
| 6e                                                     | Daan Myngheer                                          | Belgique                                               | Verandas Willems                                       | 54 pts                                                 |
| 7e                                                     | Tim Vanspeybroeck                                      | Belgique                                               | 3M                                                     | 53 pts                                                 |
| 8e                                                     | Joeri Stallaert                                        | Belgique                                               | Cibel                                                  | 50 pts                                                 |
| 9e                                                     | Robby Cobbaert                                         | Belgique                                               | BCV Works-Soenens                                      | 48 pts                                                 |
| 10e                                                    | Tom Bosmans                                            | Belgique                                               | VL Technics-Experza-Abutriek                           | 47 pts                                                 |
| modifier                                               |                                                        |                                                        |                                                        |                                                        |

| \| \| Top dix de la Topcompétition à l'issue de la 5e manche \| | \| \| Top dix de la Topcompétition à l'issue de la 5e manche \| | \| \| Top dix de la Topcompétition à l'issue de la 5e manche \| | \| \| Top dix de la Topcompétition à l'issue de la 5e manche \| |
| --------------------------------------------------------------- | --------------------------------------------------------------- | --------------------------------------------------------------- | --------------------------------------------------------------- |
|                                                                 | Équipe                                                          | Pays                                                            | Point(s)                                                        |
| 1                                                               | Lotto-Soudal U23                                                | Belgique                                                        | 140                                                             |
| 2                                                               | 3M                                                              | Belgique                                                        | 112                                                             |
| 3                                                               | EFC-Etixx                                                       | Belgique                                                        | 111                                                             |
| 4                                                               | BCV Works-Soenens                                               | Belgique                                                        | 105                                                             |
| 5                                                               | VL Technics-Experza-Abutriek                                    | Belgique                                                        | 101                                                             |
| 6                                                               | Cibel                                                           | Belgique                                                        | 98                                                              |
| 7                                                               | Profel United                                                   | Belgique                                                        | 83                                                              |
| 8                                                               | Ottignies-Perwez                                                | Belgique                                                        | 83                                                              |
| 9                                                               | Prorace                                                         | Belgique                                                        | 79                                                              |
| 10                                                              | Baguet-MIBA Poorten-Indulek                                     | Belgique                                                        | 78                                                              |
|                                                                 | Top dix de la Topcompétition à l'issue de la 5e manche          |                                                                 |                                                                 |

|  | Top dix de la Topcompétition à l'issue de la 5e manche |

### Contre-la-montre par équipes de Borlo
| Classement par équipes | Classement par équipes | Classement par équipes | Classement par équipes | Classement par équipes |
|                        | Équipes                | Pays                   |                        | Point(s)               |
| ---------------------- | ---------------------- | ---------------------- | ---------------------- | ---------------------- |
| modifier               |                        |                        |                        |                        |

### À travers les Ardennes flamandes
| Top dix de la Topcompétition à l'issue de la 7e manche | Top dix de la Topcompétition à l'issue de la 7e manche | Top dix de la Topcompétition à l'issue de la 7e manche | Top dix de la Topcompétition à l'issue de la 7e manche | Top dix de la Topcompétition à l'issue de la 7e manche |
| ------------------------------------------------------ | ------------------------------------------------------ | ------------------------------------------------------ | ------------------------------------------------------ | ------------------------------------------------------ |
|                                                        | Coureur                                                | Pays                                                   | Équipe                                                 | Point(s)                                               |
| 1er                                                    | Dries Van Gestel                                       | Belgique                                               | Lotto-Soudal U23                                       | 103 points                                             |
| 2e                                                     | Nicolas Vereecken                                      | Belgique                                               | 3M                                                     | 93 pts                                                 |
| 3e                                                     | Joeri Stallaert                                        | Belgique                                               | Cibel                                                  | 76 pts                                                 |
| 4e                                                     | Dimitri Peyskens                                       | Belgique                                               | 3M                                                     | 74 pts                                                 |
| 5e                                                     | Kenneth Van Rooy                                       | Belgique                                               | Lotto-Soudal U23                                       | 73 pts                                                 |
| 6e                                                     | Tim Vanspeybroeck                                      | Belgique                                               | 3M                                                     | 72 pts                                                 |
| 7e                                                     | Tom Bosmans                                            | Belgique                                               | VL Technics-Experza-Abutriek                           | 69 pts                                                 |
| 8e                                                     | Maxime Farazijn                                        | Belgique                                               | EFC-Etixx                                              | 66 pts                                                 |
| 9e                                                     | Daan Myngheer                                          | Belgique                                               | Verandas Willems                                       | 54 pts                                                 |
| 10e                                                    | Robby Cobbaert                                         | Belgique                                               | BCV Works-Soenens                                      | 48 pts                                                 |
| modifier                                               |                                                        |                                                        |                                                        |                                                        |

| \| \| Top dix de la Topcompétition à l'issue de la 7e manche \| | \| \| Top dix de la Topcompétition à l'issue de la 7e manche \| | \| \| Top dix de la Topcompétition à l'issue de la 7e manche \| | \| \| Top dix de la Topcompétition à l'issue de la 7e manche \| |
| --------------------------------------------------------------- | --------------------------------------------------------------- | --------------------------------------------------------------- | --------------------------------------------------------------- |
|                                                                 | Équipe                                                          | Pays                                                            | Point(s)                                                        |
| 1                                                               | Lotto-Soudal U23                                                | Belgique                                                        | 198                                                             |
| 2                                                               | 3M                                                              | Belgique                                                        | 170                                                             |
| 3                                                               | EFC-Etixx                                                       | Belgique                                                        | 161                                                             |
| 4                                                               | VL Technics-Experza-Abutriek                                    | Belgique                                                        | 143                                                             |
| 5                                                               | Color Code-Aquality Protect                                     | Belgique                                                        | 127                                                             |
| 6                                                               | BCV Works-Soenens                                               | Belgique                                                        | 123                                                             |
| 7                                                               | Profel United                                                   | Belgique                                                        | 120                                                             |
| 8                                                               | Cibel                                                           | Belgique                                                        | 118                                                             |
| 9                                                               | Prorace                                                         | Belgique                                                        | 101                                                             |
| 10                                                              | Ottignies-Perwez                                                | Belgique                                                        | 100                                                             |
|                                                                 | Top dix de la Topcompétition à l'issue de la 7e manche          |                                                                 |                                                                 |

|  | Top dix de la Topcompétition à l'issue de la 7e manche |

### Flèche du port d'Anvers
| Top dix de la Topcompétition à l'issue de la 8e et dernière manche | Top dix de la Topcompétition à l'issue de la 8e et dernière manche | Top dix de la Topcompétition à l'issue de la 8e et dernière manche | Top dix de la Topcompétition à l'issue de la 8e et dernière manche | Top dix de la Topcompétition à l'issue de la 8e et dernière manche |
| ------------------------------------------------------------------ | ------------------------------------------------------------------ | ------------------------------------------------------------------ | ------------------------------------------------------------------ | ------------------------------------------------------------------ |
|                                                                    | Coureur                                                            | Pays                                                               | Équipe                                                             | Point(s)                                                           |
| 1er                                                                | Nicolas Vereecken                                                  | Belgique                                                           | 3M                                                                 | 119 points                                                         |
| 2e                                                                 | Joeri Stallaert                                                    | Belgique                                                           | Cibel                                                              | 104 pts                                                            |
| 3e                                                                 | Dries Van Gestel                                                   | Belgique                                                           | Lotto-Soudal U23                                                   | 103 pts                                                            |
| 4e                                                                 | Dimitri Peyskens                                                   | Belgique                                                           | 3M                                                                 | 74 pts                                                             |
| 5e                                                                 | Kenneth Van Rooy                                                   | Belgique                                                           | Lotto-Soudal U23                                                   | 73 pts                                                             |
| 6e                                                                 | Tim Vanspeybroeck                                                  | Belgique                                                           | 3M                                                                 | 72 pts                                                             |
| 7e                                                                 | Tom Bosmans                                                        | Belgique                                                           | VL Technics-Experza-Abutriek                                       | 69 pts                                                             |
| 8e                                                                 | Jimmy Duquennoy                                                    | Belgique                                                           | Color Code-Aquality Protect                                        | 67 pts                                                             |
| 9e                                                                 | Maxime Farazijn                                                    | Belgique                                                           | EFC-Etixx                                                          | 66 pts                                                             |
| 10e                                                                | Christophe Noppe                                                   | Belgique                                                           | EFC-Etixx                                                          | 65 pts                                                             |
| modifier                                                           |                                                                    |                                                                    |                                                                    |                                                                    |

| \| \| Top dix de la Topcompétition à l'issue de la 8e et dernière manche \| | \| \| Top dix de la Topcompétition à l'issue de la 8e et dernière manche \| | \| \| Top dix de la Topcompétition à l'issue de la 8e et dernière manche \| | \| \| Top dix de la Topcompétition à l'issue de la 8e et dernière manche \| |
| --------------------------------------------------------------------------- | --------------------------------------------------------------------------- | --------------------------------------------------------------------------- | --------------------------------------------------------------------------- |
|                                                                             | Équipe                                                                      | Pays                                                                        | Point(s)                                                                    |
| 1                                                                           | Lotto-Soudal U23                                                            | Belgique                                                                    | 215                                                                         |
| 2                                                                           | EFC-Etixx                                                                   | Belgique                                                                    | 189                                                                         |
| 3                                                                           | 3M                                                                          | Belgique                                                                    | 180                                                                         |
| 4                                                                           | VL Technics-Experza-Abutriek                                                | Belgique                                                                    | 167                                                                         |
| 5                                                                           | Color Code-Aquality Protect                                                 | Belgique                                                                    | 153                                                                         |
| 6                                                                           | Cibel                                                                       | Belgique                                                                    | 140                                                                         |
| 7                                                                           | Profel United                                                               | Belgique                                                                    | 136                                                                         |
| 8                                                                           | BCV Works-Soenens                                                           | Belgique                                                                    | 135                                                                         |
| 9                                                                           | Ottignies-Perwez                                                            | Belgique                                                                    | 120                                                                         |
| 10                                                                          | Prorace                                                                     | Belgique                                                                    | 110                                                                         |
|                                                                             | Top dix de la Topcompétition à l'issue de la 8e et dernière manche          |                                                                             |                                                                             |

|  | Top dix de la Topcompétition à l'issue de la 8e et dernière manche |